# Eerste Oorlog om de Carnatic

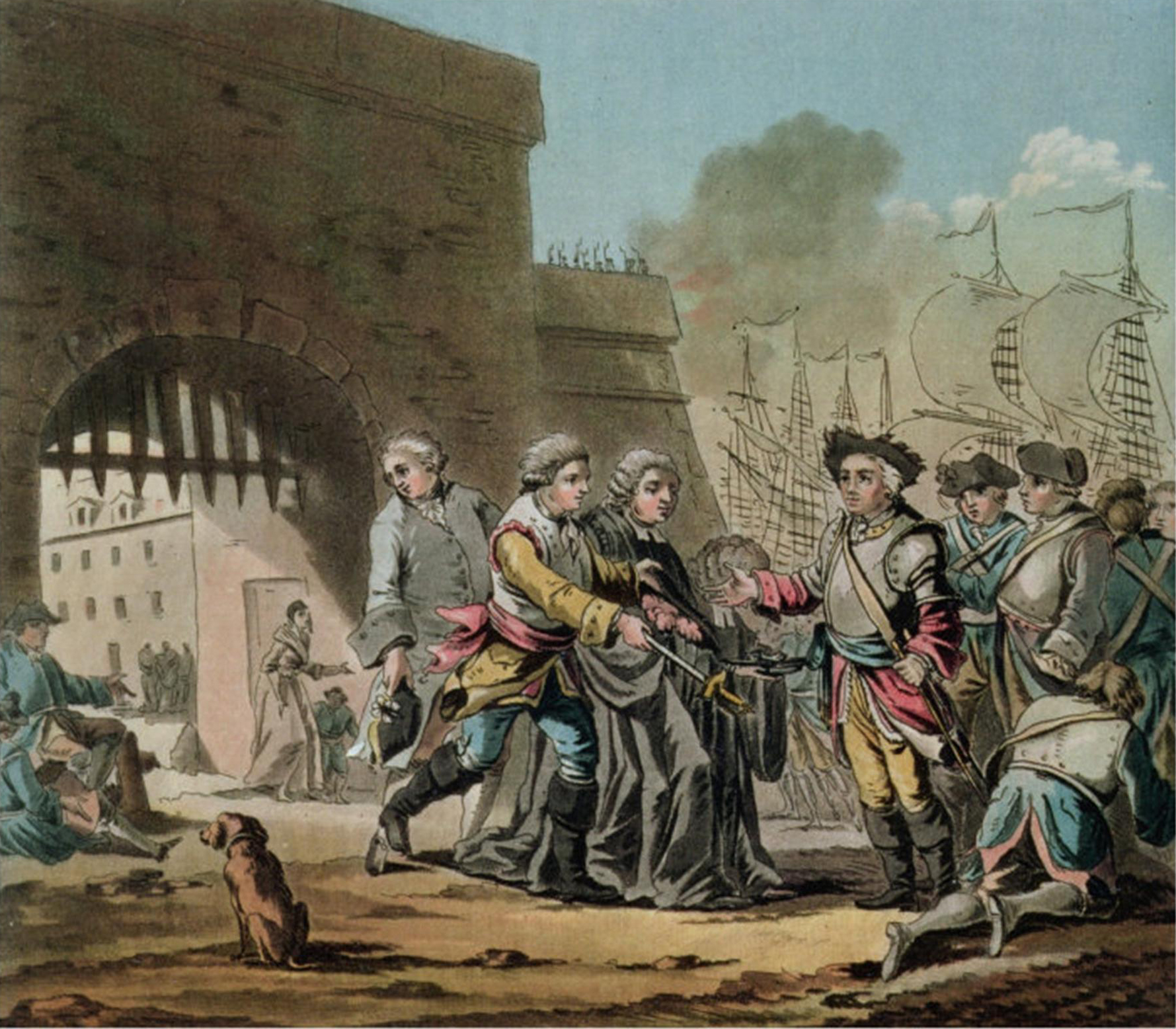
De overgave van Madras, tekening door Jacques François Joseph Swebach (1769-1823).

De Eerste Oorlog om de Carnatic (1746-1748) was een militair conflict tussen de Britse en Franse handelscompagnieën in het zuiden van India. Het was onderdeel van de Oostenrijkse Successieoorlog. Er werd gestreden om de verschillende Europese koloniën langs de Coromandelkust, maar ook om de troon van de nawab van Arcot, de heerser over het binnenland, die zich in de strijd mengde. De oorlog had tot gevolg dat de twee Europese machten in het aanzien van de inheemse heersers stegen. In plaats van als ondergeschikte handelaren en huurlingen werden de Europeanen steeds meer gezien als een machtsfactor van belang, aantrekkelijk als potentiële bondgenoten.

## Voorgeschiedenis
De 18e eeuw was een periode van politieke instabiliteit in India. Door het instorten van het centrale gezag in het Mogolrijk ontstonden meerdere regionale opvolgerstaten, waarvan sommige de Mogols in naam als soeverein bleven erkennen, hoewel ze de facto onafhankelijk waren. De belangrijkste van deze staten waren het rijk van de Maratha's in het westen en Haiderabad in het oosten van de Dekan. Haiderabad, een voormalige provincie in het Mogolrijk, werd geregeerd door de machtige voormalige vizier Asaf Jah, de nizam ul-mulk. De nawab van Arcot, die over de door Tamils bewoonde Carnatic regeerde, was in theorie ondergeschikt aan de nizam.

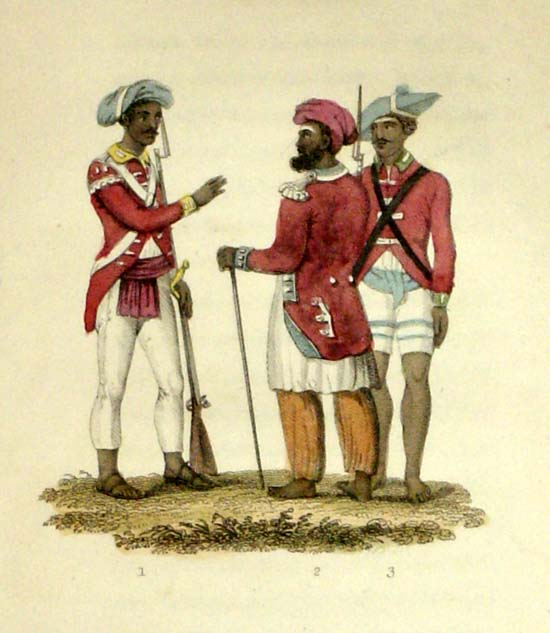
Inheemse huurlingen (sepoys) werden door de Britten en Fransen in de Europese krijgskunst opgeleid en vormden vanaf de 18e eeuw het merendeel van de troepen in de Europese kolonies.

De Fransen en Britten hadden in de loop van de 17e eeuw handelskolonies langs de kust van India gesticht. De kolonies werden bestuurd door de Britse en Franse handelscompagnieën, die huurlingen in dienst hadden om de orde te handhaven en de kolonie te verdedigen tegen aanvallen van buitenaf. De Britse East India Company had twee kolonies aan de Coromandelkust: Cuddalore en Madras. De Franse Compagnie des Indes was gevestigd in Pondicherry verder naar het zuiden. De Fransen hadden aan de westelijke Malabarkust bovendien nog een kolonie in Mahé. Zulke kolonies werden versterkt en bemand met soldaten uit Europa en, in toenemende mate, in de Europese krijgskunst opgeleide inheemse troepen (sepoys).
Madras, Cuddalore en Pondicherry lagen allen in het domein van de nawab van Arcot. De nawabs tolereerden de Europese aanwezigheid, omdat ze profiteerden door inkomsten uit de handel, en omdat de Europeanen vaak troepen leverden die ingezet konden worden in de conflicten met andere inheemse heersers. De Europese kolonies trokken vanaf het begin van de 18e eeuw naast Europese handelaren steeds meer inheemse en Arabische handelaren aan. De goed bemande, ommuurde Europese handelsposten boden de handelaren bescherming tegen plunderende piraten, Maratha's en Afghanen, die ze van de Mogols niet langer konden verwachten.

## Verloop

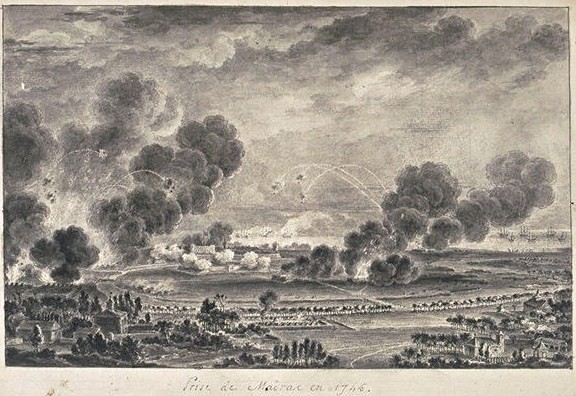
Het beleg van Madras (september 1746). Franse troepen en schepen onder gouverneur Dupleix en admiraal La Bourdonnais hebben de Britse kolonie omsingeld. Ets, eind 18e eeuw, Nicolas Ozanne.

In 1744 verklaarden Engeland en Frankrijk elkaar de oorlog in Europa. In 1745 verscheen een groep Britse oorlogsschepen onder leiding van commodore Curtis Barnett voor de Coromandelkust om de Franse handel te verstoren. De Franse gouverneur, Joseph François Dupleix, riep daarop de hulp in van admiraal La Bourdonnais, die op Mauritius gevestigd was. In 1746 verjoeg deze de Britse oorlogsschepen van de Coromandelkust. Als gevolg was Madras onverdedigd en La Bourdonnais en Dupleix grepen deze kans aan om de Britse kolonie te omsingelen. Na een beleg van twee weken gaven de Britten zich op 21 september 1746 over. Er ontstond onenigheid tussen La Bourdonnais en Dupleix over wat te doen met de kolonie: de zeerover Bourdonnais wilde Madras aan de Britten terug verkopen, terwijl Dupleix, die de ambitie had een groot Frans rijk in India te stichten, de stad voor Frankrijk wilde behouden. La Bourdonnais verloor het pleit en zeilde kwaad terug naar Mauritius. Dupleix voerde de Britse kolonisten als gevangenen naar Pondicherry. Onder hen bevond zich de jonge klerk Robert Clive, die later een grote rol zou spelen.
Dupleix liet nu een aanval op Cuddalore uitvoeren, maar de stad werd succesvol verdedigd door de Britse majoor Stringer Lawrence. 
De nawab van Arcot, Anwaruddin Khan, had zich afzijdig gehouden, omdat Dupleix beloofd had Madras aan hem over te dragen. Toen Dupleix geen aanstalten maakte deze belofte in te willigen, stuurde de nawab 10.000 ruiters naar Madras. Op 4 november 1746 werden deze troepen bij de rivier de Adyar door ongeveer 1000 Franse verdedigers tot staan gebracht. Tot tweemaal toe lukte het de Fransen een overmacht van cavaleristen te verslaan. De Europese strijdwijze, waarbij infanteristen in afwisselende rijen synchroon op de tegenstander vuurden, waren een nieuwigheid in India. Dat zulke eenheden genoeg vuurkracht hadden om charges van tegenstanders te paard tot staan te brengen veroorzaakte verbazing. 
Niet in staat de superieure Franse troepen te verslaan sloot Anwaruddin Khan daarop een verbond met de Britten. In augustus 1748 arriveerde een Britse vloot onder admiraal Edward Boscawen. Een Britse aanval op Pondicherry werd echter afgeslagen door Dupleix. De Fransen kregen door al deze overwinningen een onoverwinnelijke reputatie. Dupleix, die hier handig gebruik van wilde maken, stuurde boodschappers door heel India om de zege op de Britten te verkondigen.
Begin 1749 bereikte het nieuws van de Vrede van Aken India. Volgens het verdrag werd Madras door Frankrijk teruggegeven aan de Britten, in ruil voor de Britse teruggave van Louisbourg in Nova Scotia (Noord-Amerika).

## Gevolgen
Dupleix was zeer teleurgesteld dat Madras teruggegeven werd aan de Britten. Hij gaf zijn streven een groot Frans rijk in India te stichten niet op. Ook de Britten bleven pogingen doen hun Franse rivalen uit de Carnatic te verdrijven.
De Franse troepen hadden de superioriteit van de Europese strijdwijze aangetoond, en in de decennia die op de eerste oorlog in de Carnatic volgden werden de Fransen en Britten door veel inheemse vorsten gevraagd een regiment huurlingen naar hun hof te sturen. Dit had ten gevolg dat de Europese invloed over het binnenland sterk toenam.
In de jaren na de vrede van 1748 kozen de Fransen en Britten niet voor rechtstreekse confrontatie, maar voor een combinatie van diplomatie en militaire steun aan inheemse bondgenoten. De Tweede Oorlog om de Carnatic (1749-1754) was daarom een surrogaatoorlog, waarbij de inheemse nawabs de belangrijkste strijdende partijen leken, maar op de achtergrond beschikten over Britse of Franse bondgenoten. Dupleix had dit spel tot in perfectie verfijnd en nadat hij erin slaagde een door de Fransen gesteunde pretendent in Haiderabad op de troon te zetten leek de stichting van een Frans rijk in het zuiden van India binnen handbereik.